# جرانت داوسون
جرانت داوسون (بالإنجليزية: Grant Dawson؛ مواليد 20 فبراير 1994) هو مُقاتل فنون قتالية مختلطة أمريكي.

## وصلات خارجية
- جرانت داوسون على موقع يو إف سي (الإنجليزية)
- جرانت داوسون على موقع شيردوغ (الإنجليزية)
- جرانت داوسون على موقع Tapology.com (الإنجليزية)